# Jules Borsu
Jules Louis Hubert Joseph Borsu (Momalle, 8 januari 1922 - Luik, 8 augustus 2008) was een Belgisch volksvertegenwoordiger.

## Levensloop
Borsu was secretaris van een liberaal verbond van ziekenkassen. 
Hij werd voor de liberale PLP in 1964 verkozen tot gemeenteraadslid van Grivegnée. Hij bleef dit tot eind 1976, waarna Grivegnée opging in de stad Luik. Borsu werd er in oktober 1976 verkozen tot gemeenteraadslid en van 1977 tot 1982 was hij er schepen voor Gezin en Sociale Diensten. Na de gemeenteraadsverkiezingen van 1982 zetelde hij nog tot in 1986 als raadslid in de oppositie.
Van 1965 tot 1974 was Borsu eveneens lid van de Kamer van volksvertegenwoordigers voor het arrondissement Luik.